# Голуб строкатий
Го́луб строкатий (Patagioenas speciosa) — вид голубоподібних птахів родини голубових (Columbidae). Мешкає в Мексиці, Центральній і Південній Америці.

## Опис

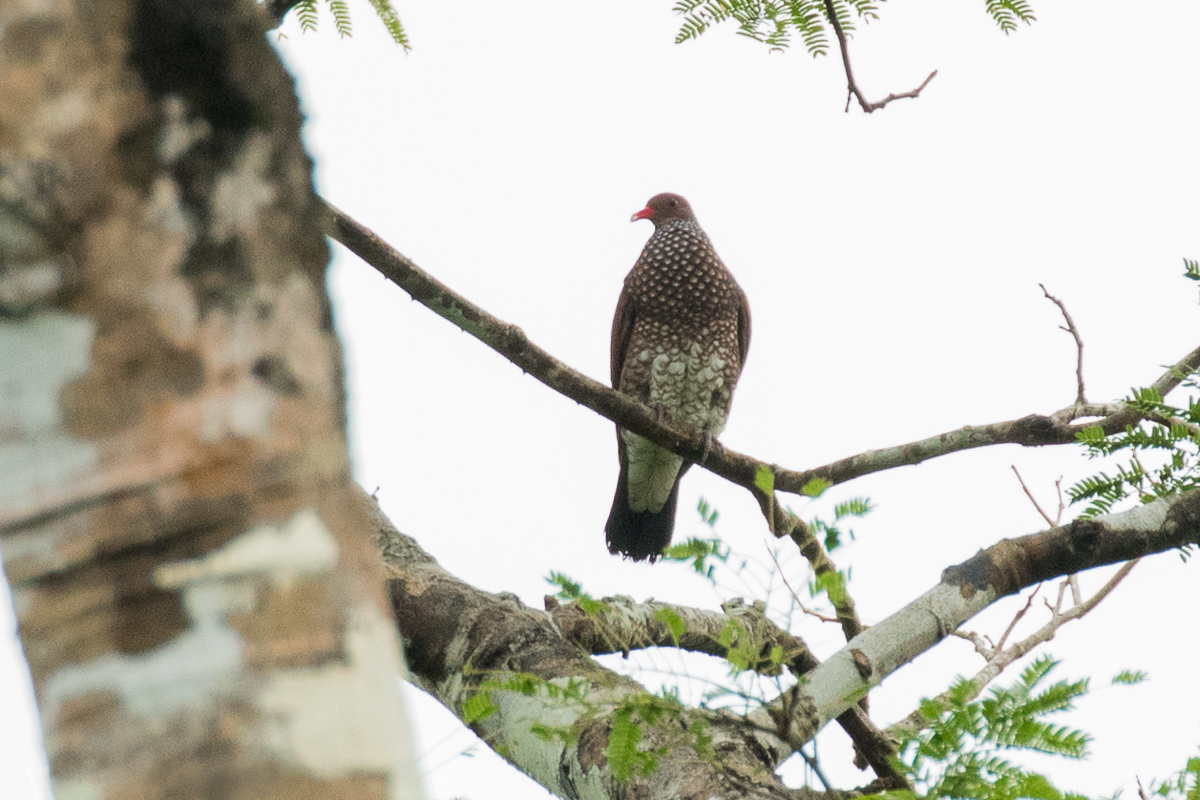
Строкатий голуб (Панама)

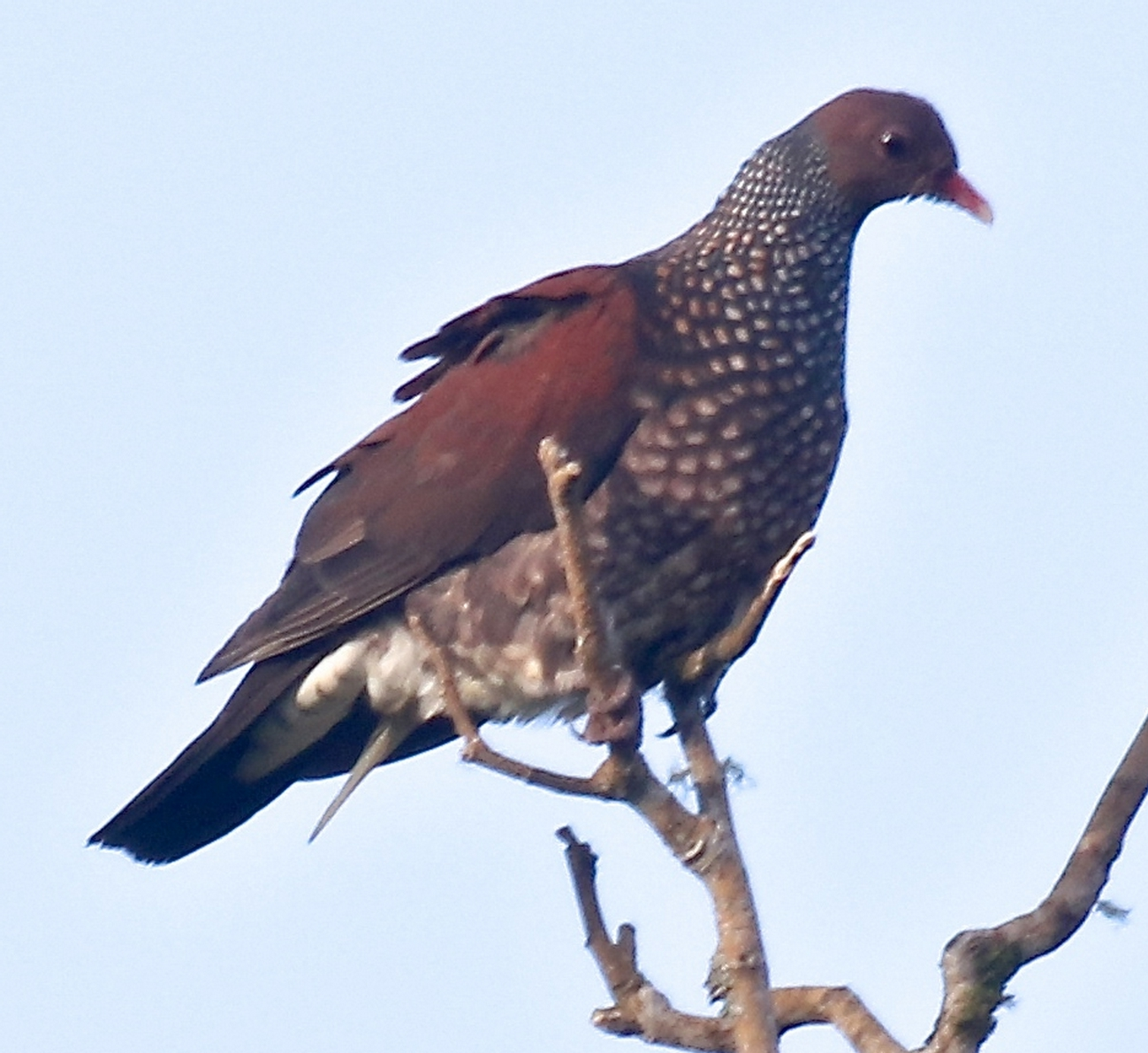
Строкатий голуб (Колумбія)

Довжина птаха становить 26-36 см, вага 225-350 г. Виду притаманний статевий диморфізм. У самців голова і верхня частина пурпурово-коричнева, шия, груди і верхня частина спини білуваті, сильно поцятковані пурпурово-чорним або зеленим лускоподібним або сітчастим візерунком з металевим відблиском. Решта нижньої частини тіла білувата, пера на ній мають пурпурові края, що формують лускоподібний візерунок, гузка світліша, пера на ній мають сірі края. Стернові пера темно-коричневі або чорнувато-коричневі. Дзьоб яскраво-червоний, на кінці жовтуватий або роговий. Очі темно-пурпурові, навколо очей темно-червоні кільця, яскі стають більш яскравими під час сезону розмноження. 
Самиці мають тьмяніше забарвлення, голова  у них оливково-коричнева, шия і груди поцятковані лускоподібним візерунком, однак відблиск в їх оперенні відсутній. Лускоподібний візернунок на животі у них слабо виражений. Голос — глибоке воркування: "кууу, ку-кууу", яке кілька разів повторюється.

## Поширення і екологія
Строкаті голуби поширені від південної Мексики (Оахака, Веракрус) через Центральну Америку до Амазонії, а також на західному узбережжі Колумбії і Еквадору, в регіоні Атлантичного лісу на східному узбережжі Бразилії, на сході Парагваю і північному сході Аргентини, а також на острові Тринідад. Вони живуть у вологих рівнинних і гірських тропічних лісах, на узліссях і галявинах, в рідколіссях і лісистих саванах. Зустрічаються на висоті до 1400 м над рівнем моря. 
Строкаті голуби ведуть переважно деревний, прихований спосіб життя, ховаючись в кронах високих дерев. Вони живляться різноманітними плодами і ягодами. Гніздо являє собою просту платформу з гілочок, розміщується на дереві, серед ліан. В кладці одне, рідше два яйця. Інкубаційний період триває 16-17 днів.